# Santa Terezinha de Itaipu
Santa Terezinha de Itaipu ist ein brasilianisches Munizip im Westen des Bundesstaats Paraná. Es hat 24.262 Einwohner (2022), die sich Itaipuenser nennen. Seine Fläche beträgt 259 km². Es liegt 281 Meter über dem Meeresspiegel.

## Etymologie
Als Name der Gemeinde wurde die Patronin der ersten katholischen Kirche des Ortes gewählt. Er wurde zur Muniziperhebung in Santa Terezinha de Itaipu geändert, da es bereits zwei andere Gemeinden in Bahia und Ceará mit dem Namen Santa Terezinha gab.

## Geschichte

### Besiedlung
Die Geschichte von Santa Terezinha de Itaipu ist ähnlich der vieler anderer Städte im Westen Paranás. Während des Herva-Mate- und Holzzyklus stand dort, wo sich heute die Stadt Santa Terezinha de Itaipu befindet, dichter Wald, der reich an wertvollem Holz war.
Zu Beginn des 20. Jahrhunderts wurden einige Konzessionen für die Ausbeutung der Mate-Blätter vergeben. Das heutige Munizipgebiet war Teil dieser Konzessionsgebiete. Die Gewinnung von Mate wurde durch die erlassenen Normen jedoch wirtschaftlich unrentabel, so dass die größte Einnahmequelle dieser Region in den 1940er Jahren zu Ende ging.
In den 1950er Jahren erwarben Wirtschaftsgruppen von der Regierung von Paraná Grundstücke in der Region mit dem Ziel der Besiedelung. Die Investoren konnten in der Region Grundstücke zu sehr niedrigen Preisen erwerben. Sie waren verpflichtet, die brachliegenden Flächen in Wohngebiete umzuwandeln. Die Colonizadora Criciúma Ltda. kaufte Land in der Nähe von Foz do Iguaçu. Sie leistete den größten Beitrag zur Kolonisierung von Santa Terezinha de Itaipu. Dieses Land wurde in Parzellen zu je 40 Alqueires (96 ha) aufgeteilt. Die Zahlung erfolgte in Form einer kleinen Anzahlung und der Rest wurde in Raten gezahlt.
Zu dieser Zeit wurden auch die ersten Gebäude im Dorf errichtet. Das Büro des Siedlungsgesellschaft wurde auf einem Lastwagen improvisiert, wo die Verkaufsverhandlungen stattfanden. 1952 wurde das erste feste Büro errichtet, ein mit Stroh gedecktes Holzhaus, in dem Pioniere und Mitarbeiter des Unternehmens untergebracht wurden. Im selben Jahr wurde auch das Hotel São Pedro für die Kaufinteressenten errichtet. Im darauf folgenden Jahr errichtete die Kolonisationsgesellschaft ein Sägewerk und später eine Ziegelbrennerei und setzte damit den Holzkreislauf in industriellem Maßstab in Gang.
Dann begann der Exodus von Familien aus Santa Catarina auf der Suche nach Land. Diese Familien wollten den Urwald in Kaffeeplantagen umwandeln, wie im Norden des Staates. Den damaligen Maklern zufolge sollte eine Art von Kaffeeanbau betrieben werden, die "sombreado" (schattig) genannt wurde, eine neue Art, die zur Erleichterung von Landgeschäften erfunden worden war. Eines der Argumente, die bei den Verhandlungen angeführt wurden, war, dass die Bodenbeschaffenheit mit der von Nord-Paraná vergleichbar und das Klima für diese Art von Anpflanzung günstig sei. Es bestand jedoch die Notwendigkeit, die Wälder abzuholzen. Das Holz würde die in die Kaffeeplantagen getätigten Investitionen garantieren. Dies geschah tatsächlich, aber die schattige Kaffeeplantage war aufgrund des Klimas in der Region nicht erfolgreich. Im Juli 1953 brach ein sehr starker Frost über die Region herein, der die Kaffeeplantagen und den Traum der Siedler, die in den Anbau von Schattenkaffee investiert hatten, zerstörte. Aber der Boden war fruchtbar, und es bestätigte sich, dass auch andere Kulturen wie Mais, Bohnen, Minze und später auch Sojabohnen angebaut werden konnten.
Santa Terezinha machte im Jahr 1953 erhebliche Fortschritte. Die Handelstätigkeit begann zu wachsen, mit einigen Niederlassungen im Lebensmittel- und im Baustoffhandel, die den dringendsten Bedarf des kleinen Dorfes deckten. Mit der Eröffnung der BR-35, der heutigen BR-277, die Cascavel mit Foz do Iguaçu verband, begannen die ersten Fahrzeuge zu verkehren, darunter auch der Wagen der Colonizadora Criciúma, der die Kunden des Unternehmens brachte.
Das erste Steinhaus, die erste Tankstelle und die erste katholische Kirche wurden 1955 gebaut. Die Kirche wurde der Heiligen Therese von Lisieux (portugiesisch: Santa Teresinha do Menino Jesus e da Santa Face) geweiht.

### Erhebung zum Munizip
Santa Terezinha de Itaipu wurde durch das Staatsgesetz Nr. 7572 vom 3. Mai 1982 aus Foz do Iguaçu ausgegliedert und in den Rang eines Munizips erhoben. Es wurde am 1. Februar 1983 als Munizip installiert.

## Geografie

### Fläche und Lage
Santa Terezinha de Itaipu liegt auf dem Terceiro Planalto Paranaense (der Dritten oder Guarapuava-Hochebene von Paraná). Seine Fläche beträgt 259 km². Es liegt auf einer Höhe von 281 Metern.

### Vegetation
Das Biom von Santa Terezinha de Itaipu ist Mata Atlântica.

### Klima
Das Klima ist gemäßigt warm. Es werden hohe Niederschlagsmengen verzeichnet (1867 mm pro Jahr). Im Jahresdurchschnitt liegt die Temperatur bei 22,2 °C. Die Klimaklassifikation nach Köppen und Geiger lautet Cfa.

### Gewässer
Santa Terezinha de Itaipu liegt in den Einzugsgebieten des Rio Paraná und des Rio Iguaçu. Der zum Itaipu-See aufgestaute Paraná bildet die nördliche Grenze des Munizips. Der Arroio São João entwässert den südlichen Teil des Munizip in Richtung Iguaçu. 

### Straßen
Santa Terezinha de Itaipu liegt an der BR-277, die Foz do Iguaçu mit dem Hafen Paranaguá verbindet.

### Nachbarmunizipien
|               |                                             | São Miguel do Iguaçu |
| Foz do Iguaçu | Kompassrose, die auf Nachbargemeinden zeigt |                      |
|               |                                             |                      |

## Stadtverwaltung
Bürgermeisterin: Karla Francieli Galende, PSDB (2021–2024)
Vizebürgermeister: Vanio Mandelli Morona, PSDB (2021–2024)

## Demografie

### Bevölkerungsentwicklung
| Jahr | Einwohner | Stadt | Land |
| ---- | --------- | ----- | ---- |
| 1991 | 14.149    | 82 %  | 18 % |
| 2000 | 18.368    | 89 %  | 11 % |
| 2010 | 20.841    | 90 %  | 10 % |
| 2022 | 24.262    |       |      |

Quelle: IBGE (2011) und Volkszählung 2022

### Ethnische Zusammensetzung
| Gruppe * | 1991    | 2000    | 2010    | wer sich als …                                                                   |
| --- | ------- | ------- | ------- | -------------------------------------------------------------------------------- |
| Weiße | 73,3 %  | 74,7 %  | 69,2 %  | weiß bezeichnet                                                                  |
| Schwarze | 3,4 %   | 3,8 %   | 3,2 %   | schwarz bezeichnet                                                               |
| Gelbe | 0,1 %   | 0,1 %   | 0,9 %   | von fernöstlicher Herkunft wie japanisch, chinesisch, koreanisch etc. bezeichnet |
| Braune | 23,2 %  | 21,2 %  | 26,7 %  | braun oder als Mischung aus mehreren Gruppen bezeichnet                          |
| Indigene | 0,1 %   | 0,0 %   | 0,0 %   | Ureinwohner oder Indio bezeichnet                                                |
| Gesamt | 100,0 % | 100,0 % | 100,0 % |                                                                                  |
| *) Das IBGE verwendet für Volkszählungen ausschließlich diese fünf Gruppen. Es verzichtet bewusst auf Erläuterungen. Die Zugehörigkeit wird vom Einwohner selbst festgelegt. |         |         |         |                                                                                  |

Quelle: IBGE (Stand: 1991, 2000 und 2010)

## Wirtschaft

### Kennzahlen
Mit einem Bruttoinlandsprodukt pro Einwohner von 24.855,93 R$, bei einem Kurs von 4,50 R$/€ also rund 5.500 €, lag Santa Terezinha de Itaipu 2019 auf dem 268. Platz im unteren Mittelfeld der 399 Munizipien Paranás.
Mit seinem Index der menschlichen Entwicklung von 0,736 (2010) lag es auf dem 62. Platz im obersten Viertel der paranaischen Munizipien.

### Abgaben des Kraftwerks Itaipú
Santa Terezinha de Itaipu erhält vom Kraftwerk Itaipú für die Überflutung von 16,2 % seiner Gemeindeflächen Ausgleichszahlungen (genannt Royalties). Im Jahr 2017 finanzierten sie 15,8 % des Muniziphaushalts. Im Zeitraum 1990 bis 2019 beliefen sie sich auf insgesamt 81,9 Mio. US$.